# مایکل فارل (بازیکن فوتبال)
مایکل فارل (انگلیسی: Michael Farrell؛ ۱۹۰۲ – نامشخص) بازیکن فوتبال اهل جمهوری ایرلند بود.
وی همچنین در تیم ملی فوتبال جمهوری ایرلند بازی کرده‌است.